# Anthophora terminalis
Anthophora terminalis är en biart som beskrevs av Cresson 1869. Anthophora terminalis ingår i släktet pälsbin, och familjen långtungebin. Inga underarter finns listade i Catalogue of Life.

## Bildgalleri

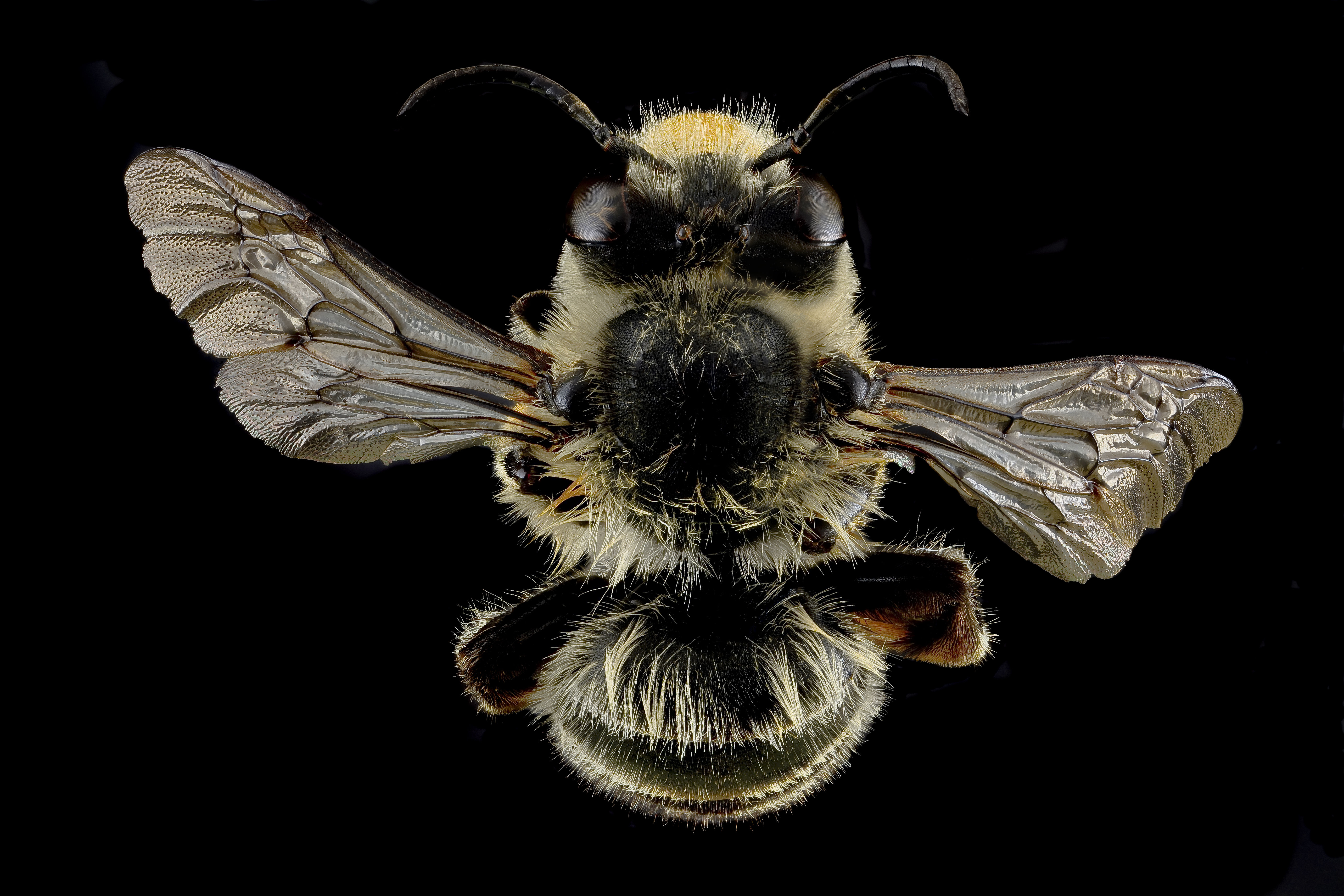
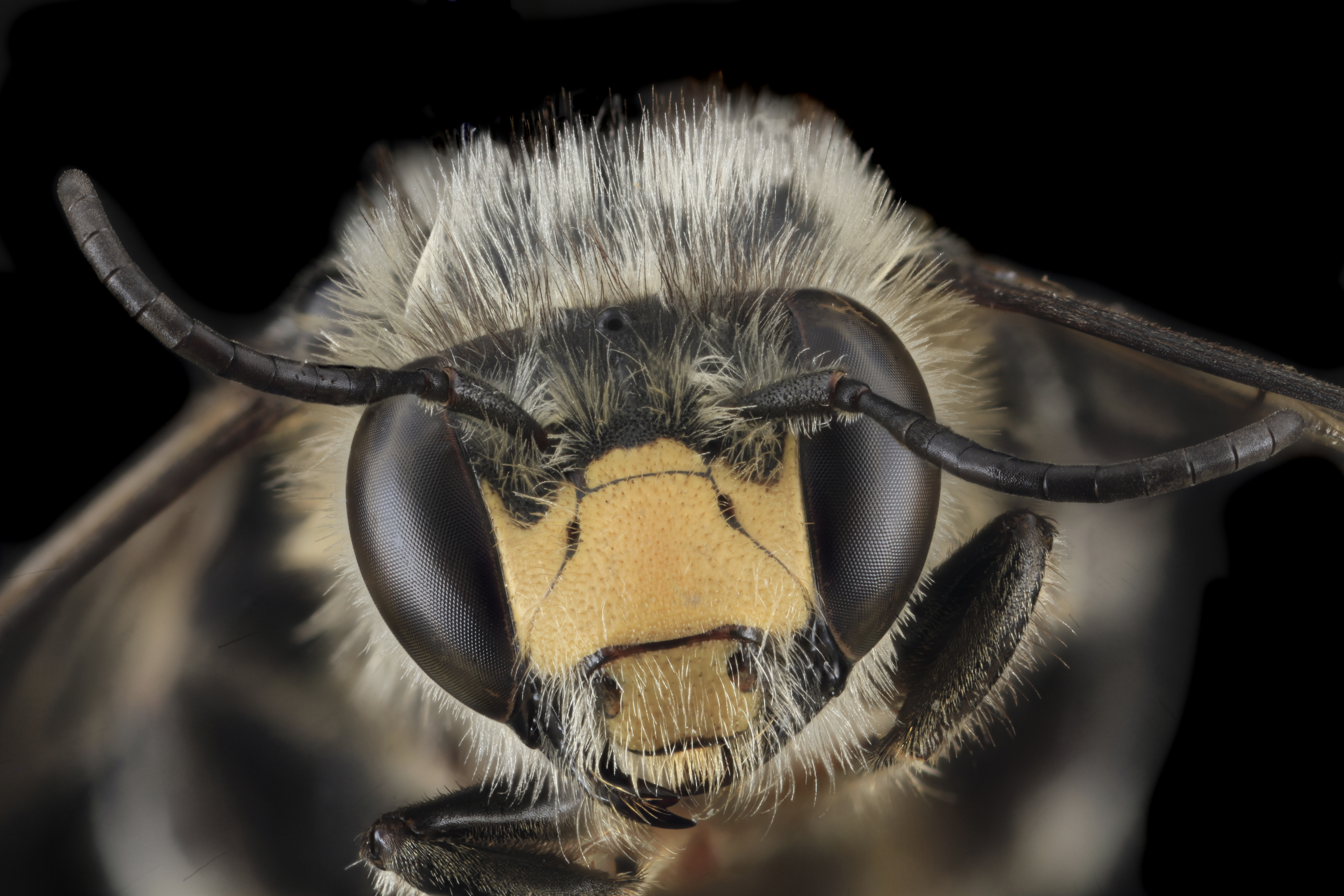
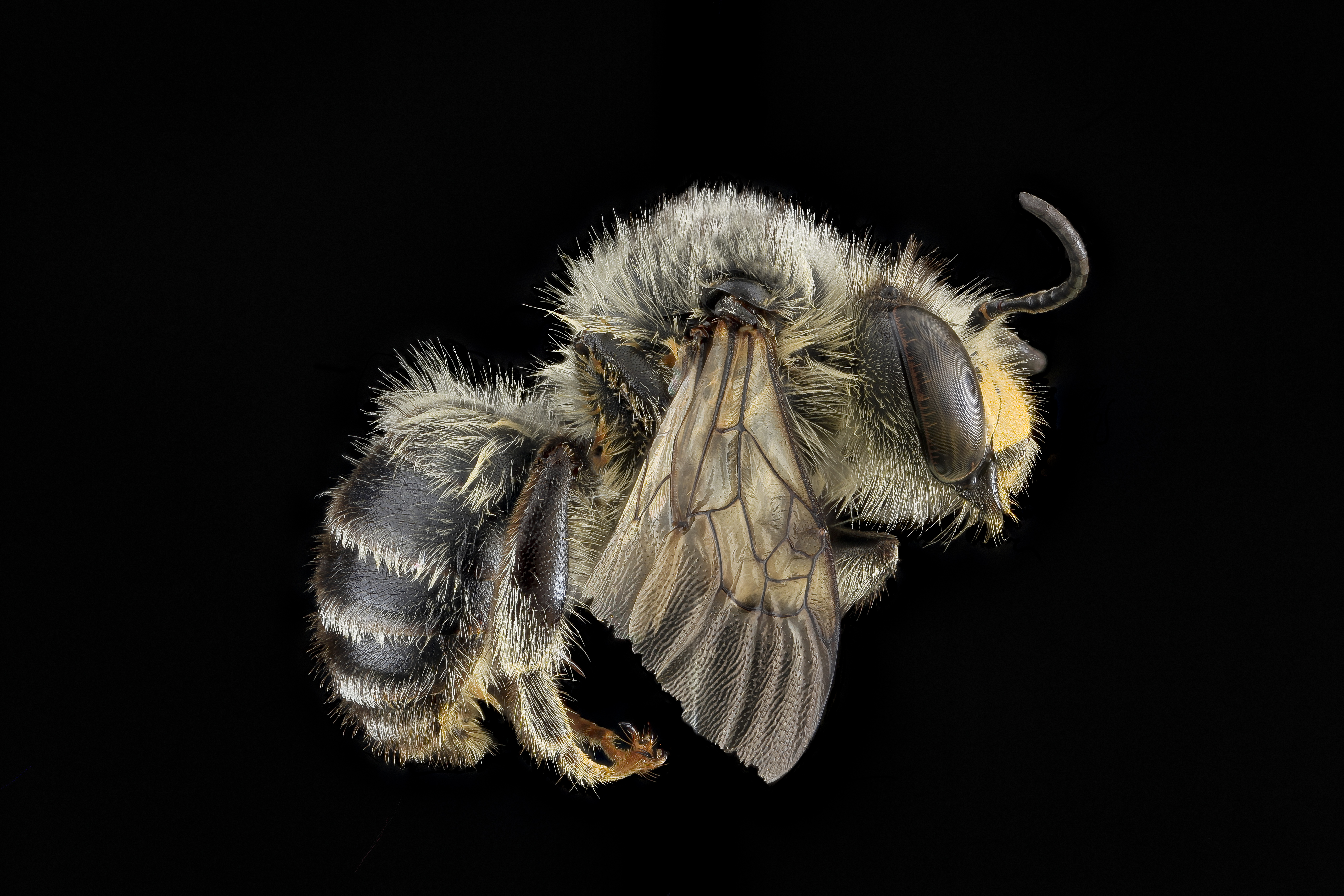